# Estrela de chumbo
Uma estrela de chumbo é uma estrela de baixa metalicidade que apresenta uma alta concentração de chumbo e bismuto, em relação a outros produtos do processo S.